# Волков, Олег Валентинович
Олег Валентинович Волков (род. 23 сентября 1961 года, в городе Новокуйбышевске, Куйбышевской области, РСФСР) — российский политический и государственный деятель, глава города Новокуйбышевска (2007 — 2012 год).

## Биография
Окончил Куйбышевский политехнический институт, по распределению работал мастером по ремонту электрооборудования на «Куйбышевском заводе синтетического спирта»
1986 — 1991 год — второй секретарь Новокуйбышевского горкома комсомола ВЛКСМ
1991 — 2002 год — руководитель земельного комитета администрации города Новокуйбышевск
2002 — 2007 год — заместитель Главы города Новокуйбышевск по социальным вопросам
2004 — 2007 год — депутат, председатель Новокуйбышевской городской думы 3-го созыва, избранный по 29 одномандатному избирательному округу получив 6,68% (1063 голосов).
с 30 января по 27 апреля 2007 года — первый заместитель Главы города по реализации национальных проектов
27 апреля 2007 года — на досрочных выборах, избран Главой города Новокуйбышевска, получив 	84,69% (16 543 голосов).
25 ноября 2013 года — при поддержке председателя Правительства Самарской области, своего предшественника бывшего мэра города Новокуйбышевск А.П. Нефёдова, распоряжением Губернатора назначен заместителем министра – руководителем управления проектной деятельности и лицензирования Министерства промышленности и технологий Самарской области
27 марта — 20 июня 2018 года исполняющий обязанности министра промышленности и технологий Самарской области.

### Семья
Женат, сын Кирилл, дочь Мария → окончила МГИМО.